# Guaranésia
Guaranésia là một đô thị thuộc bang Minas Gerais, Brasil. Đô thị này có diện tích 294,007 km², dân số năm 2007 là 18147 người, mật độ 69,3 người/km².